# Brainstorm (Mastermind)
Brainstorm (Mastermind Volume Two) is het tweede studioalbum van de muziekgroep Mastermind uit New Jersey. De band toch al onder leiding van de gebroeders Bill en Rich Berends is tot deze twee heren gekrompen. Nu de bassist ook vertrokken is, lijkt het geluid meer richting Emerson, Lake & Palmer opgeschoven te zijn. De gelijkenis met ELP is ook terug te vinden in diverse arrangementen van werken uit de klassieke muziek. In dit geval zijn twee composities te horen van Richard Wagner en Gioacchino Rossini. Deze worden keurig in het boekwerkje vermeld. Dat geldt niet voor Ludwig van Beethoven waarvan een fragment uit diens Vijfde symfonie te horen is in Firefly. In track Brainstorm is ook een klassieke gitaarriff te horen, in dit geval van King Crimson/Robert Fripp.
Het album is opgenomen in hun eigen geluidsstudio te Browns Mills. De platenhoes is een ontwerp van Bill Berends, een plaatje in het genre van een comic uit de jaren vijftig.

## Musici
- Bill Berends – gitaar, gitaarsynthesizer, zang, basgitaar
- Rich Berends – slagwerk, pauken en percussie

## Muziek
Alles door Bill en Rich Berends

| Nr. | Titel | Duur  |
| --- | --- | ----- |
| 1.  | Brainstorm (1st futility, Light of day, 2nd futility, Breakdown, From the ashes, Dance of the demons, Resolution) | 21:15 |
| 8.  | Firefly | 3:15  |
| 9.  | Looking ahead | 4:40  |
| 10. | Nowhere in sight                                                                                                  | 4:05  |
| 11. | Go for it! | 2:50  |
| 12. | The ride of the Valkyrie (van Wagner)                                                                             | 4:50  |
| 13. | Prelude | 3:40  |
| 14. | Triumph of the will (Aspirations, Hammer of fate, Tormented heart, Resurrection)                                  | 17:50 |
| 18. | William Tell ouverture (van Rossini)                                                                              | 3:10  |
| 19. | Code of honor | 4:00  |

De Japanse persing kreeg in Brave new world een bonustrack, de downloadvariant in Wake up America.